# Army of One
 (décembre 2016).
Si vous disposez d'ouvrages ou d'articles de référence ou si vous connaissez des sites web de qualité traitant du thème abordé ici, merci de compléter l'article en donnant les références utiles à sa vérifiabilité et en les liant à la section « Notes et références ».
Pour plus de détails, voir Fiche technique et Distribution.
Army of One est un film américain réalisé par Larry Charles sorti en 2016.

## Synopsis
L'histoire d'un bricoleur au chômage traquant Oussama ben Laden au Pakistan, mission que lui aurait donnée Dieu en personne.

## Fiche technique
- Titre original : Army of One
- Réalisation : Larry Charles
- Scénario : Rajiv Joseph et Scott Rothman, d'après l'oeuvre de Christopher Heath
- Musique : David Newman
- Photographie : Anthony Hardwick
- Montage : Christian Kinnard
- Décors : Tom Hecker
- Costumes : Mary E. McLeod
- Production : Emile Gladstone, Jeremy Steckler et James D. Stern
- Société de production : Conde Nast Entertainment, Endgame Entertainment
- Société de distribution : TWC-Dimension (États-Unis)
- Lieux de tournage : Vancouver, Marrakech
- Pays de production :  États-Unis
- Langue originale : anglais
- Durée : 92 minutes
- Genre : comédie
- Dates de sortie : 
  - États-Unis : 4 novembre 2016
  - France : 1er juillet 2017 (en VOD sur Netflix)

## Distribution
- Nicolas Cage (VF : Dominique Collignon-Maurin) ; (VQ : Benoît Rousseau) : Gary Faulkner
- Russell Brand : Dieu
- Wendi McLendon-Covey : Marci Mitchell
- Rainn Wilson : Agent Simons
- Matthew Modine : Dr. Ross
- Denis O'Hare : Agent Doss